# Departamento Masaya
Masaya ist das kleinste Departamento in Nicaragua.
Die Hauptstadt von Masaya ist die gleichnamige Stadt Masaya. Das Departamento hat eine Fläche von 590 km² und eine Bevölkerungszahl von rund 325.000 Einwohnern (Berechnung 2006), was einer Bevölkerungsdichte von etwa 550 Einwohnern/km² entspricht.
Wirtschaftlich dominiert in Masaya hauptsächlich Tabak-, Kaffee-, Zuckerrohr-, Jute- und Maisanbau.
Das Departamento Masaya ist in neun Municipios unterteilt:
1. Catarina
2. La Concepción
3. Masatepe
4. Masaya
5. Nandasmo
6. Nindirí
7. Niquinohomo
8. San Juan de Oriente
9. Tisma